# خم هم‌زمانی

چهار نقطه از چهار موقعیتِ مختلف بر رویِ سیکلوئید رها می‌شوند، اما همگی در زمانِ یکسانی به پایینِ آن می‌رسند.این مسئله تا حدودی شبیه آونگ نیوتون عمل میکند. پیکان‌هایِ آبی، شتابِ نقطه‌ها را در طولِ منحنی نشان می‌دهد. در بالا، نمودارِ زمان-مکان نمایش داده شده است.

مسئلهٔ منحنی هم‌زمانی دربارهٔ این است که چه‌طور می‌توان منحنی‌ای پیدا کرد که اگر از رویِ آن منحنی توپی را رها کنیم، زمانِ رسیدنِ توپ به پایینِ منحنی مقدارِ ثابتی باشد و فرقی نکند که توپ را از چه ارتفاعی از منحنی به پایین رها کرده‌ایم.